# (35726) 1999 GW
(35726) 1999 GW est un astéroïde de la ceinture principale d'astéroïdes de 2,230 km de diamètre découvert en 1999.

## Description
(35726) 1999 GW a été découvert le 5 avril 1999 à Višnjan, une municipalité située dans le comitat d'Istrie en Croatie, par Korado Korlević.

### Caractéristiques orbitales
L'orbite de cet astéroïde est caractérisée par un demi-grand axe de 2,21 ua, un périhélie de 1,99 ua, une excentricité de 0,010 et une inclinaison de 3,58° par rapport à l'écliptique. Du fait de ces caractéristiques, à savoir un demi-grand axe compris entre 2 et 3,2 ua et un périhélie supérieur à 1,666 ua, il est classé, selon la JPL Small-Body Database, comme objet de la ceinture principale d'astéroïdes.

### Caractéristiques physiques
(35726) 1999 GW a une magnitude absolue (H) de 15,3 et un albédo estimé à 0,324, ce qui permet de calculer un diamètre de 2,230 km. Ces résultats ont été obtenus grâce aux observations du Wide-Field Infrared Survey Explorer (WISE), un télescope spatial américain mis en orbite en 2009 et observant l'ensemble du ciel dans l'infrarouge, et publiés en 2012 dans un article présentant les résultats concernant 13 511 astéroïdes de la ceinture principale.